# Mario Bermejo
Mario Bermejo Castanedo (Santander, 7 ottobre 1978) è un ex calciatore spagnolo, di ruolo attaccante.

## Palmarès

### Club

#### Competizioni nazionali
- Segunda División: 1

Xerez: 2008-2009